# Niels Marnegrave
Niels Marnegrave (Liegi, 9 dicembre 1987) è un ex cestista e allenatore di pallacanestro belga.

## Palmarès
- Campionato belga: 3

Ostenda: 2013-14, 2014-15, 2015-16
- Coppa del Belgio: 4

Mons: 2006
Ostenda: 2014, 2015, 2016
- Supercoppe del Belgio: 2

Ostenda: 2014, 2015